# 兩岸共同議會
兩岸共同議會，或稱中國議會、兩岸委員會、兩岸議會、兩岸理事會、兩岸諮詢會議、兩岸代表會議、憲政聯席會議，為1990年代王希哲、劉曉波（1996年）和部分前中國共產黨黨員（1999年），及國立臺灣大學政治學系教授石之瑜（1994年）、國立中興大學國家政策與公共事務研究所教授李昌麟（估計2008年）、中華民國大陸委員會前副主委鄭安國（2001年）、民主進步黨前主席許信良（2000年）等中華民國政治人物、學者提出的兩岸政治統合方案。兩岸議會芻議的主要內容，是建立一個兩岸統一的立法或諮詢議會。但均僅停留在構想或學術研究，迄今無具體作為，也未獲得官方的回應及支持。

## 角色與職能

《為政治和解及民主改革致國人書》建議憲政聯席會議的議席分佈（依照1999年各民意代表名額繪製）

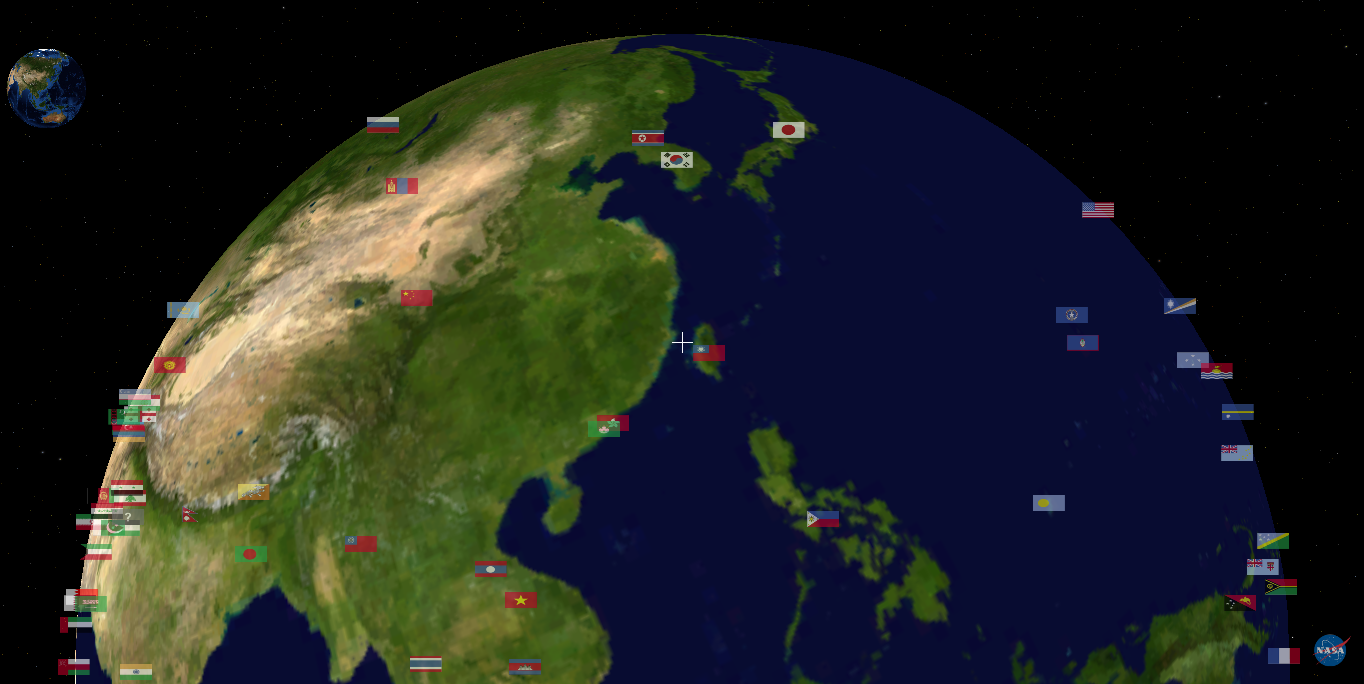
中國大陸、港澳地區、臺灣地區的衛星圖片

1994年起，兩岸共同議會的倡議者參考歐洲議會，將議會設計為跨兩岸的常態性、定期、官方對等、涵蓋各層面的決策制定或提供諮詢的機構。在「一個中國」原則下，兩岸議會因為包含兩岸三地的代表，可作為象徵性的統一。李昌麟主張兩岸藉此擱置主權爭議，從此休兵；另一方面，議會是人民的代表機構，除了監督兩岸政府不可武力相向之外，並扮演兩岸中介、溝通的橋樑。
兩岸共同議會由人民選出來的代表（議員）組成，代表會代替人民行使政權，有其代表性與正當性。世新大學口語傳播學系副教授胡全威認為議會的詳細組織架構，應是開放公開討論的，兩岸可以充分折衝協調，找出最後大家能接受的方案；包括組成分子、代表、層級、功能、會期等。
在王希哲1996年與劉曉波發佈的《雙十宣言》啟發下，吳祖光、金堯如、方勵之、劉賓雁等9人1999年發表《為政治和解及民主改革致國人書》，其中呼籲「中華人民共和國全國人大和全國政協，邀約中華民國國民大會、立法院和香港特別行政區立法會，成立涵蓋中國全部主權範圍的『憲政聯席會議』；並邀請包括中國共產黨、中國國民黨等海峽兩岸的各政黨、專家、學者和民意代表，在現行的《中華人民共和國憲法》和《中華民國憲法》的基礎上，制定一部體現自由民主精神和維護國家主權統一的新憲法；一旦時機成熟，宣佈全國行憲，實行民主憲政。」
|                                | 為了避免內戰災禍，為了祖國的和平民主統一，我們鄭重呼籲，北京當局，臺北當局，應立即展開政治談判，雙方都應該抱有這樣的共識：無論哪個當局，誰願意回到當年大家都簽了字的《雙十協定》和《政協決議》的原則上來，誰願意在實踐中真正實行上述檔中應諾給予人民的現代各民主國家人民都享有的人權和民主，這個當局（或聯合當局）就必將真正成為中國的唯一合法政府。 |
| ——《雙十宣言》，王希哲、劉曉波 | |

## 評價

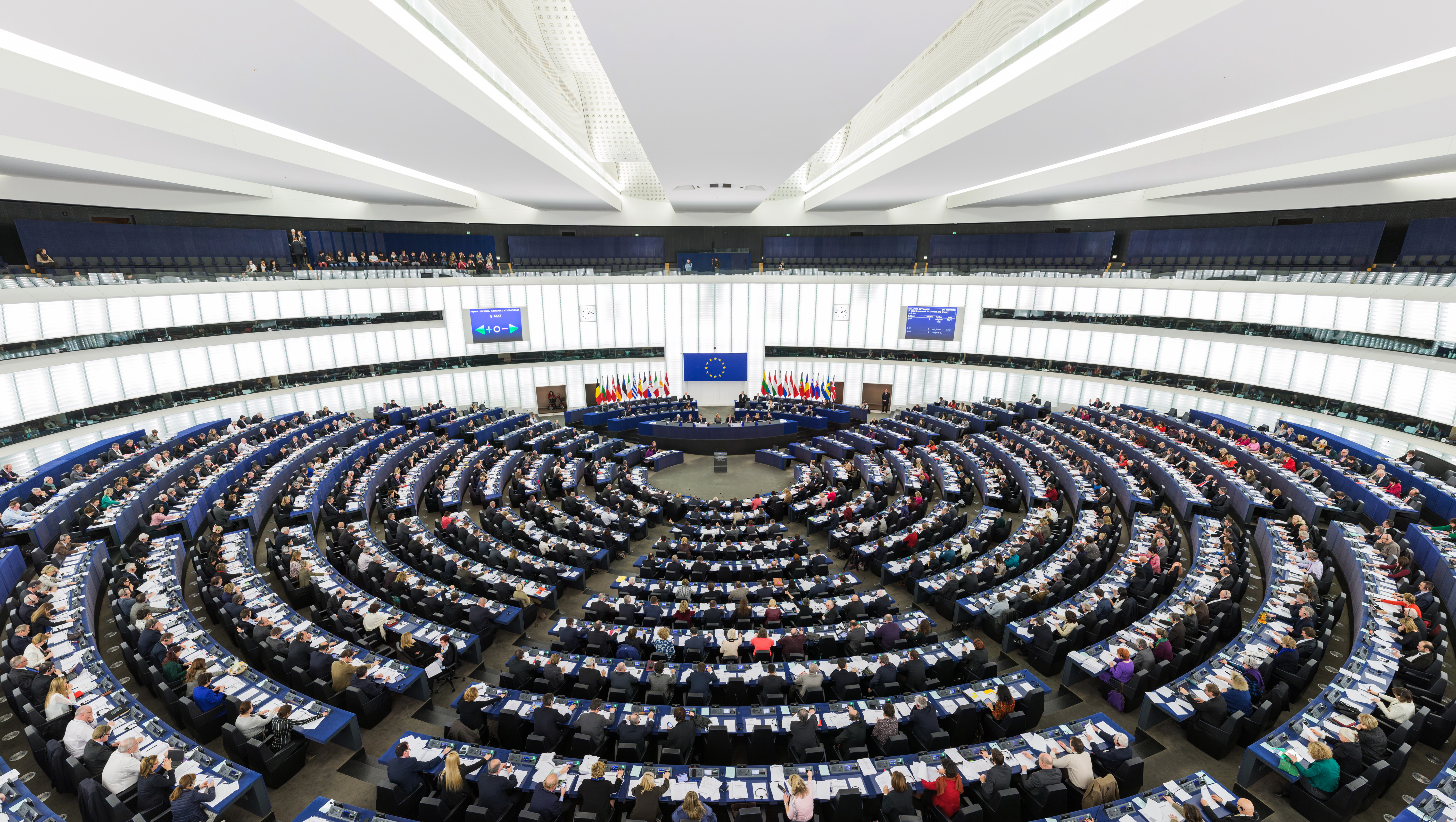
歐洲議會是歐洲聯盟事實上的下議院，唯一的直選議會機構

有學者認為，《為政治和解及民主改革致國人書》這個公開信受到了政治協商會議精神的影響，是「新時期政治協商會議」的倡議。
胡全威指，設立跨兩岸的官方機制與促進兩岸關係的良性發展有因果關係。若兩岸能展開對話，此機制應有利於兩岸和平。各兩岸問題具體可能方案讓民眾清楚知道各種選項優缺，避免民眾對未來迷惘。
後來擔任孫文學校總校長的台大教授張亞中在著作《兩岸統合論》提到，兩岸統合一開始就建立『一般議會』功能的『兩岸議會』操之過急。由於兩岸人口的差異，如何組成『兩岸議會』成最大問題。歷經四十餘年，歐洲議會也只擁有有限的監督與立法權力，這也是歐洲議會成立的最主要功能。不過張也認為「歐洲議會對於兩岸的最大啟示應該在於，它提供了人民一個表達聲音的場所」。
新黨前立法委員陳癸淼曾經以個人身分，在國家統一委員會提出關於建立「超越統獨的兩岸議會」的建議。
中華人民共和國國務院國台辦前副主任孫亞夫表示，許信良方案中有如議會由哪些人組成、議會的根本定性與定位問題，也沒有論述清楚。